# Uchuu Keiji Shaider
Uchuu Keiji Shaider  (宇宙刑事シャイダー, Uchū Keiji Shaidā, traduzido como Detetive Espacial Shaider e lançado no Brasil sob o título de Policial Espacial Shaider) é uma série de televisão do gênero tokusatsu franquia Metal Hero, sucedendo Sharivan e antecedendo Jaspion. Produzida pela Toei Company, foi exibida originalmente entre 2 de março de 1984 e 8 de março de 1985 pela TV Asahi, totalizando 49 episódios. É a terceira e última série da trilogia dos Policiais do Espaço. No Brasil, Shaider foi exibido em 1990 pela TV Gazeta de 19 de novembro de 1990 até 23 de março de 1991. Posteriormente, exibido pela Rede Globo inicialmente aos sábados pela manhã (7h35) de 6 de abril a 22 de junho de 1991. Em 1992, foi remanejado para as madrugadas de sexta para sábado e sábado para domingo, junto com Bicrossers, no período de 14 de junho de 1992 até 10 de janeiro de 1993, sua última exibição. Posteriormente, foi adaptada para o público americano, juntamente com Spielvan e Metalder, pela produtora norte-americana Saban Entertainment como a série VR Troopers.

## História
O terceiro Policial do Espaço a defender a Terra é Dai Sawamura, codinome Shaider. Sua parceira Annie é uma ótima lutadora e sempre o ajuda a decidir os combates, a dupla luta contra o maligno Império Mágico Fuuma.

## Personagens
- Dai Sawamura/Shaider - Herói da série. Era um arqueólogo que estudava sobre a misteriosa Ilha de Páscoa. Ao tocar em uma das figuras que descobriu em uma caverna da ilha, ele é teletransportado para a Estrela Bird e então vira um Policial do Espaço, sendo designado a combater a Organização Mágica Fuuma. É descendente do antigo Guerreiro Shaider que viveu há 12.000 anos. No final da série, ele e Annie ficam na Terra. Transforma-se ao dizer "Plasma Azul" (Shouketsu no original, depois dito na versão dublada Youdubb, por Shu Karasuma), Sinterizar na dublagem brasileira.
- Annie - É nativa do Planeta Mount, que foi destruído por Fuuma, e jura vingança a qualquer custo lutar contra Fuuma. Parceira de Shaider, é muito forte e boa em tiro. Sempre munida com sua Pistola Laser, está pronta a ajudar Shaider nas dificuldades. No capítulo 41, mostra-se ciumenta e é revelado a paixão dela por Shaider quando Vivian, a repórter do espaço aparece e tenta causar ciúmes em Annie dando em cima de Dai. Em comparação às outras ajudantes de Policiais do Espaço anteriores, ela foi a que teve mais importância numa série, chegando a protagonizar alguns episódios. No movie Shaider Next Generation ela aparece como uma cientista em que ela incentiva o novo Shaider a acreditar em sua nova parceira.
- Kojiro - Todo atrapalhado e azarado, é o personagem cômico da série. Desta vez, ele é proprietário de uma loja de animais. Ele aparece trabalhando no Avalon Club para substituir Takeshi no movie Shaider Next Generation. Ele também faz amizade com Wakaba e Yuuichi. Em alguns casos ele é paparicado por Geki, o novo Gaban.
- Comandante Kom - Nativo da Estrela Bird, torna-se presidente da União da Polícia Galática.
- Marin - Secretária de Kom.
- Yoko - Batalhadora, trabalha meio expediente na loja de animais de Kojiro, estuda e mostra ter uma queda por Dai.

### Império Mágico Fuuma
É uma organização mágica com planos mirabolantes objetivando expor a desordem no planeta e na galáxia. Sua fortaleza é o Palácio Divino Mágico (不思議宮殿), localizado no Tempo Espacial Mágico. Desejam conquistar o Planeta inteiro espalhando o caos através das habilidades mágicas e com o mínimo de violência possível, o que em toda série, é inevitável. O Tempo Espacial Mágico é uma região mística onde Fuuma tem poder absoluto, quase todas as batalhas eles atraem Shaider para lá já que seus guerreiros se tornam muito mais poderosos ali e acaba sendo palco do final das batalhas de quase todos os episódios. Shaider normalmente adentra o Tempo Espacial Mágico sozinho para lutar contra os inimigos ou em outras ocasiões é tragado para lá por Fuuma. São raríssimos os episódios onde Annie também adentra esse local.
- Grande Imperador Kubilai - Vilão principal da série, e líder do Império Mágico Fuuma, bem como, toda a organização.Curiosidade ele enfrentou o antigo Guerreiro Shaider e foi derrotado por ele e teve á sua cabeça corta do seu corpo,o seu corpo foi colocado em tumulo secreto revelado no penúltimo episódio o corpo ressuscita para enfrentar o descendente do Guerreiro Shaider.
- Sacerdotisa Paú ( Shikan Poe(Sacerdote Poe) no original) – Braço direito de Kubilai. Sempre astuta arma planos mágicos para Fuuma para expor a desordem no Planeta, não gosta de lutar. Para ela, a conquista não se deve usar violência. Torna-se bela através da essência de Kubilai, porém sua verdadeira forma é um monstro feio. No final da série, ela fica vagando no Tempo Espacial Mágico com os monstros raros de Fuuma. No texto original, Paú sempre foi chamada de "sacerdote" e nunca de "sacerdotisa". E sempre se fez referência a ela como se fosse um homem, ao mesmo tempo em que no áudio original podemos ouvir que ela sempre fala com voz de homem, embora com um tom afeminado. Assim, parece claro que a personagem foi projetada para ser realmente uma transexual, mas a tradução do seriado no Brasil parece ter confundido isso.
- Comandante Hesler - Estrategista e violento, prefere usar de violência para conquistar a Terra. Comanda os soldados e as filhas da guerra, bem como, os monstros utilizados para tentar derrotar Shaider. Morre em combate contra Shaider. Mata seu próprio irmão no capítulo 28 por achar que poderia tomar seu poder de comando, o que era verdade.
- Himley (ep.28) - O irmão de Hesler. Ele e Hesler batalharam contra Shaider juntos. Foi morto pelo seu irmão que tinha achado que poderia tomar seu poder de comando, o que era verdade(algo que Kubilai tinha dado essa proposta se destruísse Shaider)
- Quinteto Kunoichi - Formado pelas: Garota 1 (primeira no comando), Garota 2, Garota 3, Garota 4 e Garota 5, participam de muitos planos de Fuuma, porém são menos combativas. Com a exceção de Garota 1 que trava uma luta contra Shaider se tornando um androide, e depois, em forma de fantasma, assombra Annie na nave Babiros, quando esta é morta definitivamente (ep.44). Garota 3 morre em uma tentativa frustrada de matar Shaider (ep.45), por fim as outras se transformam em borboletas alienígenas doando seu poder ao Kubilai no final da série.
- Soldados Guerreiros Miracler - São os soldados que servem de aquecimento para Shaider antes de travarem a verdadeira luta. São peritos em disfarce.
- Monstros raros - Formados por criaturas mágicas do próprio Tempo Espacial Mágico, são pouquíssimos utilizados. São eles:
- Animal Raro Nossori
- Animal Raro Yarda (Yarda no original)
- Melodia rara de Shingin
- Primeiro Olho de Aiida
- Estômago faminto de Garki
- Busto de Monk  – Este último, não faz nada a série inteira a não ser, balançar os braços e não sair da parede.
- Animal Mágico – Monstros criados por Kubilai para combater Shaider.

### Outros
- Yukari (ep. 8) – Uma jovem garota vinda do Planeta Planoo. Foi criada por um casal da Terra. Mas no final do episódio ela termina voltando ao seu planeta natal quando seus pais biológicos vão buscá-las.
- Jimmy Katahara (ep. 14) – Um astronauta que se acidenta num voo em seu foguete. Após o tal acidente, ele se torna um mutante.
- Marine, Nana e Yoyo (ep. 15) – Garotas vindas do planeta Marina e foram perseguidas por Fuuma até Shaider salvá-las no final.
- Yasuo (ep. 22) – Jevem que foi usado numa experiência por Fuma e daí é transformado no Homem-Aquático. Após se revoltar contra o Império, ele é morto por Hesler.
- Akane (ep. 25) – Jovem recrutada por Fuuma para se tornar a Rainha Ésper. Nisso, ela junto com sua gangue causaram muitas confusões na cidade.
- Ozma (ep. 32) – Foi trago à Terra por duas mulheres após serem perseguidas pelos Homens de Preto. Ele cresce rapidamente por que as duas mulheres utilizaram o Acelerador de Ondas do Crescimento. Nisso, ele conhece uma garotinha chamada Tamiko e daí os dois desenvolvem uma forte amizade. No final, ele decide ir embora de volta ao seu planeta natal.
- Vivian (ep. 41) – Uma alegre jornalista do Planeta Bird que, contra a vontade de seu pai, o presidente, dirige para a Terra para escrever sobre os policiais do espaço e do Fuma. No entanto, o seu disco-voador colide com a fortaleza Fuuma por engano, ela é usada em um plano dos vilões para destruir Babiros. No final, Vivian se apaixona por Shaider a consternação de Annie.

## Veículos
- Babiros – Nave principal de Shaider. Tem dois módulos: A transformação dela em uma gigante pistola quando Shaider ativa o comando: " Formação de tiro" e ativando o Grande Magnum (Big Magnum no original) e uma forma robótica (usada raramente, tendo estrelado a forma no episódio 2), o "Formação de Batalha", na qual pode disparar o "Missil Babiros" e "Babiros disparar lasers".
- Shaian – O veículo de combate de Shaider. Pode-se dividir em dois veículos: Nave Shaian e Sonda Shaian.
- Nave Shaian (Sky Shaian no original) – Parte central do veículo que ao se desprender forma um jato. Possui grande mobilidade e velocidade, tendo como ataque duas armas laser nas asas, "o disparo shaian". Muito pilotada por Annie.
- Sonda Shaian (Battle Shaian no original) – O tanque de Shaider, armado com mísseis, possui uma perfuradeira na parte superior do veículo. Arma: Missel Shaian. Muito pilotado por Shaider.
- Skyjet Shaider (Blue Hawk no original) – A moto de Shaider onde além de combater, serve para levá-lo em segurança até o Tempo Espacial Mágico de Fuuma. Possui dois canhões laser. Arma: "Disparar Raios". No último episódio, numa caverna onde se ouvia falar dos segredos de Nasca, existia uma outra Skyjet Shaider, porém inutilizada, mas graças a força do antigo guerreiro Shaider, Shaider consegue ativar a moto.

## Armas e Ataques
- Golpe Shaider (Shaider punch ou Shaider kick no original) – São golpes especiais extremamente fortes utilizados por Shaider.
- Pistola de Raio e Vídeo (Video Beam Gun no original) – A arma-laser de Shaider. Utilizada para disparar contra os inimigos, como também, funciona feito um scanner para rastrear os inimigos e assim destruí-los. Serve também como revitalizador.
- Espada Multi-laser (Laser Blade no original) – A espada de Shaider, com a qual desfere o "Relâmpago Azul Shaider" (Shaider Blue Flash no original) que derrota os monstros de Fuuma. A execução do golpe é acompanhada de uma cena em que exibe Shaider em meio a um campo negro com diversos raios como em Gavan, erguendo e desferindo um golpe luminoso em horizontal, além de uma música especial (BGM) chamada Ijgen Dai-Kessen. A espada pode se transformar numa fita e até mesmo na forma luminosa, como Goggle Pink e Mask Pink em Goggle V e Maskman, respectivamente.
- Shaiderscópio (Shaider Scope no original) – Serve para encontrar inimigos camuflados em pleno combate, ou para descobrir alguma base secreta, quando necessário.
- Comunicador Shaider (Super Shaider Phone no original) – Comunicador de patrulha utilizado entre Shaider e Annie.

## Shaider Next Generation
- Shu Karasuma - Ele é o novo Shaider. Este possui o mau hábito de dar em cima de qualquer rabo de saia, mas sua parceira Tammy não aprova o comportamento de Shu e tem seus ataques de ciúmes. Pouco antes de se tornar Policial do Espaço, ele e Tammy ainda se conheceram no passado, como também sabia do passado do planeta natal de Tammy.
- Tammy - É a nova parceira do novo Shaider. Já acompanhava Shu pouco antes de se tornar Policial do Espaço. Um dos monstros atacou seu planeta natal. Os uturussanos podem perder o controle, agem como um Berseker, assim como Tammy faria e Shu a protegia de se enfurecer ou atingisse a forma Berseker. Um dos monstros consegue enlouquece-la a ponto de se tornar num Berseker e Shu para acalmá-la, ele a abraça e a beija na boca. Shu ainda possuía o hábito de dar em cima de qualquer mulher, embora ainda chateasse a Tammy.
- Kai Hyuga - Depois de ser aceito por Den Iga, ele investiga com Geki os segredos de Mad e Makuu, mas descobre que a realidade é outra.
- Geki Juumonji - Depois, ele é afastado da investigação, porque Hilda Gordon, filha de Nicholas Gordon é sequestrada. Ele investiga com Kai e descobre que existe muito mais além da trama.
- Hilda Gordon - Ela é filha de Nicholas Gordon, que supostamente é sequestrada. Na verdade ela estava por trás da trama e tem se disfarçado de Horror Girl, que depois Kai e Geki descobrem da trama.
- Nicholas Gordon - Ele é comandante do planeta Bird. Mas, ele estava por trás do sequestro de Hilda, sua filha e também usou seus recursos para ter mais criminalidade. Ele também se passou pela Sacerdotisa Paú. Geki e Kai descobrem da trama de pai e filha em que depois é preso.
- Akira Kushida – Akira aparece como um garçom de um restaurante, uma ponta, mas também na vida real é compositor das músicas tema de Tokusatsu e Anime.

## Sabanização
Em VR Troopers Shaider foi utilizado na 2.ª e última temporada da série, substituindo Metalder. Nessa temporada Ryan Steel passou a usar a armadura de Shaider. Como não poderia deixar de ser vilões da série foram aproveitados em Troopers. A começar por Kubilai, que virou Oraclon. E não para por ai Kubilai aparece no cenário de Grimlord andando nas paredes do mesmo. Além dele, Hespler virou Doomaster, a Sacerdotisa Paú virou Despera (e colocaram Desponda, que no original é a Rainha Pandora em Spielvan, como sua irmã), dentre outras alterações.
Shaider foi adaptado pela produtora norte-americana Saban Entertainment na série VR Troopers, juntamente com Metalder e Spielvan. O personagem Shikan Poe teve seu nome e voz mudados na versão brasileira, sendo, no Japão interpretado por um homem, talvez o primeiro personagem andrógino em um tokusatsu.

### Lista de mudanças de nome

#### Heróis
- Dai Sawamura/Shaider – Ryan Steel

#### Veículos
- Babirus – não tem nome.
- Sky Jet Sheider (Blue Hawk) – Comando Nitro Cycle
- Jato Sheian – Gavião Azul (nome dado ao Sky Jet Shaider como na versão original)
- Sonda Sheian – Cruzador de Batalha
- Babirus-Formação de Tiro – Technobazuca 2
- Grande Magnum – não existe.
- Babirus-Formação de Guerra – não existe.

#### Armas
- Sheiderscópio – Scanner Virtual
- Pistola de Raio e Vídeo – não tem nome
- Espada Multi-Laser – Comando Sabre Laser
- Relâmpago Azul Sheider – não existe.

#### Lugares
- Tempo Espacial Mágico – Setor Índico
- Palácio Mágico – Fortaleza Negra de Greenlord

#### Inimigos
- Kubilai – Oraclon
- Comandante Hespler – Doomaster
- Sacerdotisa Paú – Despera
- Soldados Guerreiros Miraclers – Ultra Skugs

## Lista de episódios
| Número e título do episódio                                                                  | Inimigo(s) do episódio                                           | Protagonista(s) / Foco do episódio      |
| -------------------------------------------------------------------------------------------- | ---------------------------------------------------------------- | --------------------------------------- |
| episódio 1 – O nascimento de Shaider                                                         | Baribari(barong)                                                 | Shaider                                 |
| episódio 2 – Ataque aos Animais                                                              | Petopeto(cachorro)                                               | Shaider                                 |
| episódio 3 – Sem resposta                                                                    | Girugiru(planta)                                                 | Annie                                   |
| episódio 4 – Crianças Cães                                                                   | Meromero(mago)                                                   |                                         |
| episódio 5 – A religião que destrói pessoas                                                  | Mugimugi                                                         | Yoko                                    |
| episódio 6 – Contra-ataque                                                                   | Gokugoku(comedor)                                                | Shigeru                                 |
| episódio 7 – A ciência pode ser fatal                                                        | Barabara(sapo)                                                   | Prof. Toto Katori e sua Família         |
| episódio 8 – A princesa                                                                      | Kerokero(réptil)                                                 | Yukari                                  |
| episódio 9 – Odeio Leões Azuis                                                               | Tamtam                                                           |                                         |
| episódio 10 – A Linguagem do Animal                                                          | Pasupasu(professor)                                              | Crianças controladas por Fuuma          |
| episódio 11 – O gênio do jardim de infância                                                  | Getogeto                                                         | Annie                                   |
| episódio 12 – As cores verdadeiras                                                           | Roborobo(robô) e Garoto-Robô(cópia de Genta)                     | Genta                                   |
| episódio 13 – Tudo pela medalha de ouro                                                      | Kotokoto(troféus)                                                | Haruka                                  |
| episódio 14 – O Destino do Mutante                                                           | Guriguri(dragão)                                                 | Akiko e Jimmy Katahara                  |
| episódio 15 – A destruição do planeta                                                        | Gamegame(tartaruga)                                              | Shaider                                 |
| episódio 16 – Objeto voador                                                                  | Bokeboke(gremlin)                                                | Kojiro                                  |
| episódio 17 – O segredo das figuras                                                          | Girigiri(moai)                                                   | Shaider                                 |
| episódio 18 – A captura de Annie                                                             | Mumu(aranha com armadura)                                        | Shaider                                 |
| episódio 19 – O rapto                                                                        | Magumagu(magnético)                                              | Shaider e Annie                         |
| episódio 20 – A epidemia                                                                     | Shigishigi(sanguessuga)                                          |                                         |
| episódio 21 – A estratégia                                                                   | Surisuri(laranja)                                                |                                         |
| episódio 22 – Paraíso dos Sonhos                                                             | Umiumi(medusa) e o irmão de Miki (transformado por Fuuma, morto) |                                         |
| episódio 23 – A grande fuga                                                                  | Gasugasu(gás)                                                    | Shaider                                 |
| episódio 24 – O monstro                                                                      | Lovelove(rato) e Sacerdotisa Paú                                 | Annie                                   |
| episódio 25 – Rainha Ésper                                                                   | Saisai                                                           | Akane                                   |
| episódio 26 – Cidade amaldiçoada                                                             | Kamikami(tiki)                                                   | Família Ishida                          |
| episódio 27 – A luta da ilha Majin                                                           | Desudesu(gladiador) e Andróides Gladiadores                      | Shaider e Annie                         |
| episódio 28 – Irmãos traidores                                                               | Comandante Hesler e Himley                                       |                                         |
| episódio 29 – A mulher de muitas faces                                                       | Itoito(ovelha)                                                   | Annie                                   |
| episódio 30 – O rapto de Annie                                                               | Buyobuyo(elefante)                                               | Shaider e Annie                         |
| episódio 31 – A fera mágica                                                                  | Fumafuma(macaco)                                                 |                                         |
| episódio 32 – O príncipe do outro planeta                                                    | Karikari(corvo) e Homens do Planeta Negro                        | Príncipe Ozma e Tamiko                  |
| episódio 33 – Projeto Marionete                                                              | Merimeri(boneco)                                                 |                                         |
| episódio 34 – O segredo                                                                      | Kagekage(serpente) e Sacerdotisa Paú                             | Shaider                                 |
| episódio 35 – O policial Shaider                                                             | Daridari(leão)                                                   | Shaider                                 |
| episódio 36 – Computador Sonho                                                               | Konkon(computador)                                               |                                         |
| episódio 37 – A batalha decisiva                                                             | Gutiguti(boca)                                                   | Shaider                                 |
| episódio 38 – Cinderela                                                                      | Mubimubi(cinegrafista)                                           | Hayami Kiyoshi                          |
| episódio 39 – A guerra sagrada                                                               | Satasata(papai noel)                                             |                                         |
| episódio 40 – O ovo mágico                                                                   | Terotero(piranha)                                                | Annie                                   |
| episódio 41 – Hóspede não convidado                                                          | Peapea(cupido)                                                   | Vivian                                  |
| episódio 42 – Táticas                                                                        | Hebihebi(cobra)                                                  |                                         |
| episódio 43 – O animal mágico                                                                | Tsutatsuta(planta trepadeira)                                    | Família Ikeda                           |
| episódio 44 – Planetas em perigo                                                             | Garota 1 (morre)                                                 | Annie                                   |
| episódio 45 – Mistério na ilha                                                               | Comandante Hesler, Garota 3 (morrem) e Sacerdotisa Paú           | Shaider                                 |
| episódio 46 – Haverá paz na galáxia??                                                        | Sacerdotisa Paú e as Garotas 2, 4 e 5                            | Shaider                                 |
| episódio 47 – Viagem à ilha                                                                  | Corpo de Kubilai (destruído)                                     | Shaider                                 |
| episódio 48 – A morte de Kubilai                                                             | Kubilai(morre)                                                   | Shaider                                 |
| episódio 49 – Crossover – Os três detetives espaciais – Gavan, Sharivan e Shaider: a reunião |                                                                  | Shaider, Sharivan e Gyaban              |
| Movie – Shaider VS Ômega*                                                                    | Ômega                                                            | Shaider                                 |
| Movie – O Rapto das Crianças Passagem Para o Mundo Mágico*                                   | Muchimuchi                                                       | Shaider e Annie                         |
| Uchuu Keiji Gavan Movie                                                                      |                                                                  | Shaider, Sharivan, Gavan e Gavan Type-G |

## Filmes
- Uchuu Keiji Gavan: The Movie (宇宙刑事ギャバン　THE　MOVIE, Uchū Keiji Gyaban Za Mūbī)
- Kamen Rider × Super Sentai × Uchuu Keiji: Super Hero Taisen Z (仮面ライダー×スーパー戦隊×宇宙刑事 スーパーヒーロー大戦Z, Kamen Raidā × Sūpā Sentai × Uchū Keiji: Supā Hīrō Taisen Zetto)

## Elenco

### Atores japoneses
- Hiroshi Tsuburaya – Dai Sawamura/Shaider
- Naomi Morinaga – Annie
- Toshiaki Nishiwaza' – Comandante Kom
- Wakiko Kano – Mimi
- Kyoko Nashiro Myodai' – Marin
- Masayuki Suzuki – Kojiro
- Jun Yoshida – Sacerdotisa Paú
- Kazuhiko Kubo – Comandante Hesler
- Shozo Izuka – Kubilai (voz)
- Keiko Nawa – Garota 1
- Aya Kano (eps 1-15)/Mai Ooshi (eps 16-35)/Yumiko Yashima (eps 36-48) – Garota 2
- Yoshimi Kawashima – Garota 3
- Noriko Kojima – Garota 4
- Rina Naoi – Garota 5

## Músicas
Abertura
- "Uchuu Keiji Shaider" (宇宙刑事シャイダー, Uchū Keiji Shaidā)
- Letra: Keisuke Yamakawa
- Composição & Arranjo: Michiaki Watanabe
- Artista: Akira Kushida

Encerramento
- "Hello! Shaider" (ハロー！シャイダー, Harō! Shaidā)
- Letra: Keisuke Yamakawa
- Composição & Arranjo: Michiaki Watanabe
- Artista: Akira Kushida